# Дробный, Вацлав
Ва́цлав Дро́бный (чеш. Václav Drobný; 9 сентября 1980, Мельник — 28 декабря 2012, Градец-Кралове) — чешский футболист, игравший на позиции защитника.

## Биография

### Клубная карьера
Дробный — воспитанник школы клуба «Аэро Одолена Вода», в возрасте 10 лет был принят в академию клуба «Спарта» из Праги. В возрасте 18 лет дебютировал в составе клуба «Хмел» из Блшан, выиграв с ним Первую лигу. В 2002 году перед началом сезона 2002/03 был выкуплен французским «Страсбуром».
В декабре 2003 года Дробный попался на употреблении морфия, однако объяснил наличие его тем, что употреблял кодеин, и сумел таким образом избежать дисквалификации. Тем не менее, этот скандал пошатнул его репутацию, и в конце концов в 2004 году покинул команду, перейдя на правах аренды в английскую «Астон Виллу», что стало ошибкой для игрока: за основной состав он не сыграл ни одной встречи.
Вацлавом интересовался некоторое время московский «Локомотив», однако в августе 2005 года чех вернулся на родину и подписал соглашение с пражской «Спартой». Полгода он провёл на правах аренды в составе команды «Яблонец 97». В 2007 году Дробный оказался в команде 2-й немецкой Бундеслиги «Аугсбург», в её составе провёл 16 игр и забил один гол.
Сезон 2008/09 и половину сезона 2009/10 Дробный провёл в трнавском «Спартаке», откуда ушёл в пражский «Богемианс» в феврале 2010 года. Де-юре летом 2011 года он завершил свою профессиональную игровую карьеру.

### Карьера в сборной
Выступал за ряд юношеских и молодёжных команд Чехии, в 2000 году дебютировал в составе молодёжной сборной Чехии. Выиграл с ней чемпионат Европы 2002 года, некоторое время был капитаном команды. В составе сборной Чехии по футболу провёл две игры, был кандидатом в состав на чемпионат Европы 2004 года, однако не попал в финальную заявку. В сборную с момента чемпионата Европы не вызывался.
| Год   | Игры | Голы |
| ----- | ---- | ---- |
| 2000  | 4    | 0    |
| 2001  | 11   | 1    |
| 2002  | 2    | 0    |
| Итого | 17   | 1    |

| Год   | Игры | Голы |
| ----- | ---- | ---- |
| 2004  | 2    | 0    |
| Итого | 2    | 0    |

Матчи Вацлава Дробного в сборной Чехии
| Номер | Дата            | Стадион             | Противник | Счёт | Матч              | Минуты | Голы |
| ----- | --------------- | ------------------- | --------- | ---- | ----------------- | ------ | ---- |
| 1     | 18 февраля 2004 | Палермо, Италия     | Италия    | 2:2  | товарищеский матч | 45     | 0    |
| 2     | 28 апреля 2004  | Летна, Прага, Чехия | Япония    | 0:1  | товарищеский матч | 10     | 0    |

Голы Вацлава Дробного в молодёжной сборной
| Гол по счёту | Дата           | Стадион                      | Противник | Минута и счёт после гола | Итоговый счёт | Матч               |
| ------------ | -------------- | ---------------------------- | --------- | ------------------------ | ------------- | ------------------ |
| 1            | 5 октября 2001 | На Стинадлех, Теплице, Чехия | Болгария  | 69' (7:0)                | 8:0           | отбор на Евро-2002 |

### Тренерская карьера
Де-факто Вацлав Дробный оставался активным игроком, выступая в качестве играющего тренера и помощника Станислава Некольны, наставника «Тржеборадице» в чемпионате Пражского округа (5-я чешская лига). Несколько раз появлялся на чешском телевидении, комментируя футбольные матчи

### Смерть
В ночь с 27 на 28 декабря 2012 года Вацлав Дробный спускался с горы на санях в городке Шпиндлерув-Млин, где проводил новогодние каникулы. При спуске он столкнулся с деревом и получил тяжёлые травмы. Его срочно доставили в университетскую клинику в городе Градец-Кралове, однако врачи спасти его не смогли, и тот умер в реанимации.